# Trigonisca
Trigonisca är ett släkte av bin. Trigonisca ingår i familjen långtungebin.

## Dottertaxa tillTrigonisca, i alfabetisk ordning[1]
- Trigonisca atomaria
- Trigonisca azteca
- Trigonisca bidentata
- Trigonisca browni
- Trigonisca buyssoni
- Trigonisca ceophloei
- Trigonisca chachapoya
- Trigonisca clavicornis
- Trigonisca discolor
- Trigonisca dobzhanskyi
- Trigonisca extrema
- Trigonisca flavicans
- Trigonisca fraissei
- Trigonisca graeffei
- Trigonisca hirticornis
- Trigonisca intermedia
- Trigonisca longicornis
- Trigonisca longitarsis
- Trigonisca martinezi
- Trigonisca maya
- Trigonisca mendersoni
- Trigonisca meridionalis
- Trigonisca mixteca
- Trigonisca moratoi
- Trigonisca nataliae
- Trigonisca pediculana
- Trigonisca pipioli
- Trigonisca rondoni
- Trigonisca roubiki
- Trigonisca schulthessi
- Trigonisca tavaresi
- Trigonisca townsendi
- Trigonisca unidentata
- Trigonisca variegatifrons
- Trigonisca vitrifrons